# Thales Hoss
Thales Gustavo Hoss (São Leopoldo, 27 de abril de 1989) é um voleibolista indoor brasileiro, atuante na posição de líbero que já atuou como ponta.
Desde as categorias de base atuou pela seleção brasileira, época que na categoria infanto-juvenil disputou a edição do Campeonato Mundial Infanto-Juvenil de 2007 no México, e obteve a medalha de ouro no Campeonato Sul-Americano de 2006 na Argentina, com destaque individual, mesmo feito obtido na conquista da medalha de prata no Campeonato Sul-Americano Juvenil no Brasil, além de sagrar-se medalhista de ouro no Mundial da Índia de 2009.
Em clubes conquistou a medalha de ouro no Campeonato Sul-Americano de Clubes de 2009 realizado no Brasil, e na Argentina foi medalhista de prata na edição de 2010.

## Carreira
Thales se formou em 2006 pelo Colégio Sinodal, pelo qual competiu como voleibolista e teve passagens nas categorias de base da pela Ulbra.
Também em 2006 iniciou nas categorias de base da Seleção Brasileira, ocasião que disputou o Campeonato Sul-Americano sediado na cidade argentina de Rosário, conquistando a medalha de Ouro e seu desempenho ao longo da competição rendeu-lhe três prêmios individuais: eleito o Melhor Passador, Melhor Defensor e Melhor Líbero desta edição.No mesmo ano sagrou-se campeão do Campeonato Brasileiro de Seleções, Divisão Especial,  na categoria infanto-juvenil edição realizada em Brusque, quando representava a seleção gaúcha.
Na temporada 2006-07 defendeu o time do  On Line/São Leopoldo. Foi convocado para Seleção Brasileira e disputou o Campeonato Mundial Infanto-Juvenil de 2007, realizado nas cidades mexicanas de Tijuana  e Mexicali quando vestiu a camisa#17,, mas a equipe não fez uma boa campanha finalizando na sétima colocação,nas estatísticas encerrou na quinquagésima primeira posição entre os melhores no levantamento e foi o terceiro entre os melhores defensores.
Na temporada posterior foi campeão do campeonato gaúcho  e também campeão do campeonato paulista, ambas na categoria adulto, jogando pela Ulbra/Suzano/UPtime, sendo por este terceiro colocado na Superliga Brasileira A 2007-08. Thales foi um dos reforços  do Sada Cruzeiro na temporada 2008-09, quando conquistou o título do campeonato mineiro de 2008 e terceiro lugar na Superliga Brasileira A 2008-09.
Em 2008 novamente representou a seleção brasileira na edição do Campeonato Sul-Americano Juvenil em Poços de Caldas, quando encerrou com a medalha de prata em solo brasileiro e foi eleito o melhor defensor de toda competição. No ano seguinte novamente  foi convocado para seleção brasileira, para disputar o Campeonato Mundial realizado em Pune, na Índia, sendo medalhista de ouro desta edição.
Defendendo a Cimed/Brasil Telecom, conquistou a medalha de ouro no Campeonato Sul-Americano de Clubes de 2009 sediado em Florianópolis-Brasil,mas não foi inscrito no Campeonato Mundial de Clubes em Doha-Qatar no mesmo ano.
Pela Cimed/Malwee conquistou  em 2010 o ouro nos Jogos Abertos de Santa Catarina (Jasc) no mesmo ano e foi tricampeão  de forma consecutiva do Campeonato Catarinense nos anos de 2009, 2010 e 2011, além do título da Superliga Brasileira A 2009-10. Ainda em 2010 representou esse clube no Campeonato Sul-Americano de Clubes realizado na cidade de San Juan e finalizou com a medalha de prata e recebeu o prêmio de Melhor Receptor de toda competição.
Representou a Cimed/SC na Superliga Brasileira A 2010-11. Com a segunda melhor campanha da fase classificatória, encerrou na quinta posição após eliminação nas quartas de final.Em 2011 encerrou com a prata nos Jasc realizado em Criciúma e na Superliga Brasileira A 2011-12 atuando pela Cimed/Sky e avançou as quartas de final da Superliga Brasileira A 2011-12, encerrando na sexta colocação.
Ele conquistou seu tetracampeonato catarinense em 2012 jogando pela Super Imperatriz  e foi vice-campeão da edição deste ano dos Jasc e terminou em décimo lugar na Superliga Brasileira A 2012-13.Em 2013 foi contratado pela UFJF  para atuar nas competições da temporada 2013-14.Disputou o Campeonato Mineiro de 2013, perdendo na semifinal para o Sada/Cruzeiro.
Na jornada 2014-15 passou atuar pelo Sesi-SP  e foi vice-campeão da Copa São Paulo de 2014,e também  do Campeonato Paulista no mesmo ano .Em 2015 encerrou na nona posição na Copa Banco do Brasil, cuja fase final foi disputada em Campinas e  foi inscrito por este clube na Superliga Brasileira A 2014-15 e por este tornou-se finalista da edição.
Em 2017, integrou o Funvic Taubaté. Na temporada 2018/19, ainda no time paulista, garantiu seu segundo título da Superliga Masculina, um dos passos mais consolidados de sua carreira como um experiente. Na temporada 2020/21, venceu a Superliga com o Taubaté, sendo seu terceiro título na carreira até agora. A partir de outubro, ele integra o Vôlei Natal, que era o antigo Taubaté, mas que passou pela mudança de federação e patrocínios. Com um novo estado sendo a nova casa, Thales estreou a nova regra da Superliga de Vôlei, onde o líbero pode ser o capitão do seu time. Seu primeiro jogo como capitão foi na primeira rodada da Superliga Masculina 2021/22. 

## Títulos e resultados
- Superliga Brasileira A: 2009-10[1]
- Superliga Brasileira A: 2007-08[11], 2008-09[4]
- Campeonato Catarinense:2009,2010,2011 e 2012[1]
- Campeonato Paulista:2007[4]
- Campeonato Paulista: 2014[34]
- Campeonato Gaúcho:2007[4]
- Campeonato Mineiro:2008[1]
- Jasc:2010[20]
- Jasc:2011[26] e 2012[29]
- Copa São Paulo: 2014[33]
- Campeonato Brasileiro de Seleções Infanto-Juvenil (Divisão Especial):2006[4]

## Premiações individuais
- Melhor Líbero do Campeonato Sul-Americano Infanto-Juvenil de 2006[1][4]
- Melhor Defesa do Campeonato Sul-Americano Infanto-Juvenil de 2006[1][4]
- Melhor Passador  do Campeonato Sul-Americano Infanto-Juvenil de 2006[1]
- 3º Melhor Defensor  do Campeonato Mundial Infanto-Juvenil de 2007[10]
- Melhor Defensor  do Campeonato Sul-Americano Juvenil de 2008[13]
- Melhor Receptor do Campeonato Sul-Americano de Clubes de 2010[23]
- Melhor Receptor da Copa do Mundo de 2019[23]
- Melhor Líbero da Liga das Nações de Voleibol Masculino de 2021
- Melhor Líbero do Campeonato Sul-Americano de 2023